# Copa del Mundo de ciclismo en pista de 2014-2015

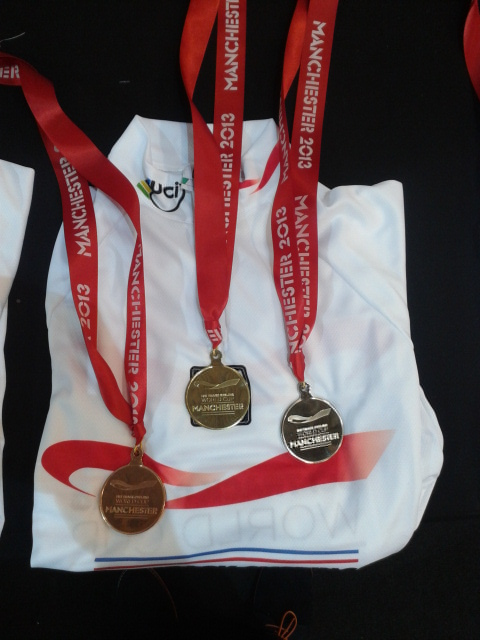
Medallas del mundo de ciclismo

La Copa del Mundo de ciclismo en pista de 2014-2015 es la 23.ª edición de la Copa del Mundo de ciclismo en pista. Se celebra del Del 7 de noviembre de 2014 al 18 de enero de 2015 con la disputa de tres pruebas.

## Pruebas
| Fecha                    | Lugar       |
| ------------------------ | ----------- |
| 7-9 nov. 2014            | Guadalajara |
| 6-7 de diciembre de 2014 | Londres     |
| 16-18 de enero de 2015   | Cali        |

## Resultados

### Masculinos
| Evento                  | Ganador                                                      | Segundo                                                                  | Tercero                                                                    |
| Guadalajara             | Guadalajara                                                  | Guadalajara                                                              | Guadalajara                                                                |
| ----------------------- | ------------------------------------------------------------ | ------------------------------------------------------------------------ | -------------------------------------------------------------------------- |
| Velocidad               | Matthew Glaetzer                                             | Jason Kenny                                                              | Fabián Puerta                                                              |
| Persecución por equipos | Daniel Fitter Alexander Porter Samuel Welsford Miles Scotson | Jonathan Dibben Steven Burke Andrew Tennant Mark Christian               | Henning Bommel Theo Reinhardt Leon Rohde Kersten Thiele                    |
| Velocidad por equipos   | Philip Hindes Jason Kenny Callum Skinner                     | Rene Enders Robert Förstemann Joachim Eilers                             | Ethan Mitchell Sam Webster Edward Dawkins                                  |
| Keirin                  | Joachim Eilers                                               | Matthew Glaetzer                                                         | Fabián Puerta                                                              |
| Òmnium                  | Lucas Liss                                                   | Glenn O'Shea                                                             | Bobby Lea                                                                  |
| Londres                 |                                                              |                                                                          |                                                                            |
| Velocidad               | Jeffrey Hoogland                                             | Fabián Puerta                                                            | Hersony Canelón                                                            |
| Persecución per equipos | Mark Christian Steven Burke Andrew Tennant Owain Doull       | Pieter Bulling Westley Gough Cameron Karwowski Myron Simpson             | Lasse Norman Hansen Casper Folsach Rasmus Christian Quaade Casper Pedersen |
| Velocidad por equipos   | Rene Enders Robert Förstemann Joachim Eilers                 | Team Jayco-Ais Nathan Hart Shane Perkins Matthew Glaetzer                | Edward Dawkins Ethan Mitchell Sam Webster                                  |
| Keirin                  | Stefan Bötticher                                             | Fabián Puerta                                                            | Christos Volikakis                                                         |
| Puntuación              | Eloy Teruel                                                  | Kenny De Ketele                                                          | Eduardo Sepúlveda                                                          |
| Madison                 | Mark Christian Owain Doull                                   | Pieter Bulling Westley Gough                                             | Henning Bommel Theo Reinhardt                                              |
| Omnium                  | Fernando Gaviria                                             | Scott Law                                                                | Bobby Lea                                                                  |
| Cali                    |                                                              |                                                                          |                                                                            |
| Velocidad               | Denís Dmítriev                                               | Jeffrey Hoogland                                                         | Fabián Puerta                                                              |
| Persecución por equipos | Scott Law Joshua Harrison Jackson Law Tirian McManus         | Rusvelo Artur Ierxov Alexander Evtushenko Alexey Kurbatov Alexandr Serov | Germain Burton Matthew Gibson Christopher Latham Mark Stewart              |
| Velocidad por equipos   | Grégory Baugé Kévin Sireau Quentin Lafargue                  | Jeffrey Hoogland Hugo Haak Matthijs Büchli                               | Grzegorz Drejgier Damian Zielinski Krzysztof Maksel                        |
| Keirin                  | Fabián Puerta                                                | Shane Perkins                                                            | Matthew Baranoski                                                          |
| Omnium                  | Maximilian Beyer                                             | Jasper De Buyst                                                          | Gaël Suter                                                                 |

### Femeninos
| Evento                  | Ganadora                                                     | Segunda                                                       | Tercera                                                       |
| Guadalajara             | Guadalajara                                                  | Guadalajara                                                   | Guadalajara                                                   |
| ----------------------- | ------------------------------------------------------------ | ------------------------------------------------------------- | ------------------------------------------------------------- |
| Velocidad               | Anastasia Voinova                                            | Guo Shuang                                                    | Lisandra Guerra                                               |
| Persecución por equipos | Laura Trott Elinor Barker Ciara Horne Amy Roberts            | Allison Beveridge Kirsti Lay Jasmin Glaesser Stephanie Roorda | Huang Dong Yan Jing Yali Jiang Wenwen Zhao Baofang            |
| Velocidad por equipos   | Kaarle McCulloch Stephanie Morton                            | Gudrun Stock Miriam Welte                                     | Dària Shmeliova Anastassia Voinova                            |
| Keirin                  | Guo Shuang                                                   | Zhong Tianshi                                                 | Anna Meares                                                   |
| Omnium                  | Jolien D'Hoore                                               | Marlies Mejías                                                | Małgorzata Wojtyra                                            |
| Londres                 |                                                              |                                                               |                                                               |
| Velocidad               | Kristina Vogel                                               | Anastasia Voinova                                             | Elis Ligtlee                                                  |
| Persecución por equipos | Katie Archibald Elinor Barker Laura Trott Ciara Horne        | Isabella King Amy Cure Ashlee Ankudinoff Melissa Hoskins      | Allison Beveridge Kirsti Lay Jasmin Glaesser Stephanie Roorda |
| Velocidad por equipos   | Zhong Tianshi Gong Jinjie                                    | Miriam Welte Kristina Vogel                                   | Iekaterina Gnidenko Anastassia Voinova                        |
| Keirin                  | Guo Shuang                                                   | Kristina Vogel                                                | Lee Hyejin                                                    |
| Scratch                 | Milena Salcedo                                               | Lauren Stephens                                               | Katarzyna Pawłowska                                           |
| Puntuación              | Amy Cure                                                     | Jasmin Glaesser                                               | Elinor Barker                                                 |
| Omnium                  | Laura Trott                                                  | Jolien D'Hoore                                                | Kirsten Wild                                                  |
| Cali                    |                                                              |                                                               |                                                               |
| Velocidad               | Elis Ligtlee                                                 | Guo Shuang                                                    | Lee Wai-sze                                                   |
| Persecución por equipos | Macey Stewart Elissa Wundersitz Alexandra Manly Lauren Perry | Huang Dong Yan Jin Di Liang Hongyu Zhao Baofang               | Carmen Small Lauren Tamayo Jennifer Valente Ruth Winder       |
| Velocidad por equipos   | Daria Shmeliova Iekaterina Gnidenko                          | Elis Ligtlee Shanne Braspennincx                              | Tania Calvo Helena Casas                                      |
| Keirin                  | Lin Junhong                                                  | Shanne Braspennincx                                           | Melissa Erickson                                              |
| Omnium                  | Kirsten Wild                                                 | Leire Olaberría                                               | Anna Knauer                                                   |

## Clasificaciones

### Países
| Rang | País/Equipo   | Guadalajara | Londres | Cali   | Total  |
| ---- | ------------- | ----------- | ------- | ------ | ------ |
| 1    | Alemania      | 1363.5      | 1609.0  | 1065.0 | 4037.5 |
| 2    | Reino Unido   | 1380.0      | 1424.0  | 900.0  | 3704.0 |
| 3    | Australia     | 1450.5      | 797.0   | 1151.0 | 3398.5 |
| 4    | Países Bajos  | 895.5       | 1001.0  | 1289.5 | 3186.0 |
| 5    | Nueva Zelanda | 1068.0      | 1130.0  | 825.0  | 3023.0 |
| 6    | Rusia         | 1003.0      | 1070.5  | 943.0  | 3016.5 |
| 7    | China         | 698.5       | 1042.0  | 821.5  | 2562.0 |
| 8    | Francia       | 639.0       | 761.5   | 973.0  | 2373.5 |
| 9    | Colombia      | 791.0       | 696.0   | 877.0  | 2364.0 |
| 10   | España        | 682.0       | 515.5   | 825.0  | 2022.5 |

### Masculins
| Pos. | Ciclista           | Gua | Lon | Cal | Pts |
| 1.   | Fabián Puerta      | 120 | 135 | 150 | 405 |
| 2.   | Christos Volikakis | 1   | 120 | 113 | 234 |
| 3.   | Matthew Baranoski  | 49  | 60  | 120 | 229 |
| 4.   | Kazunari Watanabe  | 30  | 105 | 82  | 217 |
| 5.   | Jason Kenny        | 113 | 98  |     | 211 |

| Pos. | Ciclista         | Gua | Lon | Cal | Pts |
| 1.   | Fabián Puerta    | 120 | 135 | 120 | 375 |
| 2.   | Jeffrey Hoogland |     | 150 | 135 | 285 |
| 3.   | Hersony Canelón  | 66  | 120 | 74  | 260 |
| 4.   | Matthew Glaetzer | 150 | 74  |     | 224 |
| 5.   | Denís Dmítriev   |     | 54  | 150 | 204 |

| Pos. | Equip         | Gua   | Lon   | Cal   | Pts   |
| 1.   | Francia       | 147,0 | 169,6 | 225,0 | 541,5 |
| 2.   | Países Bajos  | 169,5 | 147,0 | 202,5 | 519,0 |
| 3.   | Reino Unido   | 225,0 | 135,0 | 147,0 | 507,0 |
| 4.   | Alemania      | 202,5 | 225,0 | 54,0  | 481,5 |
| 5.   | Nueva Zelanda | 180,0 | 180,0 | 111,0 | 471,0 |

| Pos. | Equip         | Gua | Lon | Cal | Pts |
| 1.   | Reino Unido   | 270 | 300 | 240 | 810 |
| 2.   | Australia     | 300 | 180 | 300 | 780 |
| 3.   | Dinamarca     | 196 | 240 | 226 | 662 |
| 4.   | Alemania      | 226 | 164 | 210 | 600 |
| 5.   | Nueva Zelanda | 210 | 270 | 98  | 578 |

#### Omnium
| Pos. | Ciclista         | Gua | Lon | Cal | Pts |
| 1.   | Casper Pedersen  | 105 | 74  | 90  | 269 |
| 2.   | Jasper De Buyst  | 24  | 82  | 135 | 241 |
| 3.   | Bobby Lea        | 120 | 120 |     | 240 |
| 4.   | Tim Veldt        |     | 113 | 113 | 226 |
| 5.   | Maximilian Beyer |     | 74  | 150 | 224 |

### Femeninos
| Pos. | Ciclista        | Gua | Lon | Cal | Pts |
| 1.   | Guo Shuang      | 150 | 150 | 150 | 450 |
| 2.   | Lee Wai-sze     | 49  | 113 | 90  | 252 |
| 3.   | Zhong Tianshi   | 135 | 98  |     | 233 |
| 4.   | Junhong Lin     | 30  | 54  | 135 | 219 |
| 5.   | Jessica Varnish | 49  | 105 | 49  | 203 |

| Pos. | Ciclista          | Gua | Lon | Cal | Pts |
| 1.   | Elis Ligtlee      | 113 | 120 | 150 | 383 |
| 2.   | Guo Shuang        | 135 | 105 | 135 | 375 |
| 3.   | Lee Wai-sze       | 90  | 90  | 120 | 300 |
| 4.   | Anastasia Voinova | 150 | 135 |     | 285 |
| 5.   | Lisandra Guerra   | 120 | 33  | 82  | 235 |

| Pos. | Equip        | Gua | Lon | Cal | Pts |
| 1.   | Rusia        | 120 | 120 | 150 | 390 |
| 2.   | Países Bajos | 113 | 90  | 135 | 338 |
| 3.   | España       | 105 | 82  | 120 | 307 |
| 4.   | Alemania     | 135 | 135 | 36  | 306 |
| 5.   | Francia      | 98  | 98  | 98  | 294 |

| Pos. | Equip         | Gua | Lon | Cal | Pts |
| 1.   | Australia     | 210 | 270 | 300 | 780 |
| 2.   | China         | 240 | 226 | 270 | 736 |
| 3.   | Reino Unido   | 300 | 300 |     | 600 |
| 4.   | Nueva Zelanda | 226 | 210 | 164 | 600 |
| 5.   | Canadá        | 270 | 240 | 84  | 594 |

#### Omnium
| Pos. | Ciclista          | Gua | Lon | Cal | Pts |
| 1.   | Kirsten Wild      | 105 | 120 | 150 | 375 |
| 2.   | Marlies Mejías    | 135 | 105 | 113 | 353 |
| 3.   | Jolien D'Hoore    | 150 | 135 |     | 285 |
| 4.   | Amalie Dideriksen | 113 | 82  | 90  | 285 |
| 5.   | Anna Knauer       | 90  | 66  | 120 | 276 |